# Александр Михайлович Ордынец
Александр Михайлович Ордынец (ум. 1389) — князь Кашинский с 1382 года, сын великого князя тверского Михаила Александровича и суздальской княжны Евдокии Константиновны.

## Биография
Год рождения Александра не известен. Он был третьим из шести сыновей великого князя тверского Михаила Александровича от брака с суздальской княжной Евдокией Константиновной. Возможно, что Александр родился после того, как в 1358/59 году умер одноимённый старший брат. Своё прозвище он получил по той причине, что много времени прожил в Золотой Орде.
Сведений об Александре сохранилось мало. Впервые Александр упомянут в 1382 году, когда вместе с отцом, тверским князем Михаилом Александровичем, который после похода хана Тохтамыша на Русь пытался получить ярлык на великое княжество Владимирское, поехал в Орду. Однако цели Михаил так и не добился и в 1383 году уехал из Орды, оставив заложником сына Александра.
Вернулся из Орды Александр только в 1386 году в сопровождении посла.
В 1389 году Александр умер в Кашине. На основании летописного сообщения о смерти Александра предполагается, что Александр был князем Кашинским. Экземплярский полагает, что Александр мог получить Кашинский удел в 1382 году после смерти бездетного князя Василия Михайловича. Возможно, что Александр получил ярлык на Кашин во время пребывания в Орде.